# Frankie Manning

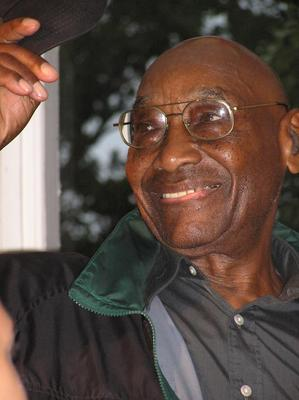
Frankie Manning (2005)

Frankie Manning (* 26. Mai 1914 in Jacksonville, Florida; † 27. April 2009 in Manhattan, New York City) war ein amerikanischer Tänzer, Tanzlehrer und Choreograf. Manning gilt als einer der Begründer des Swing-Tanzes Lindy Hop. Ihm wird auch das erste Aerial in diesem Tanz zugesprochen.

## Frühe Karriere
Anfang der 1930er Jahre war Frankie Manning einer der erfolgreichsten Swing-Tänzer des Savoy Ballroom in Harlem.
Herbert White gründete 1935 die Tanzformation Whitey’s Lindy Hoppers mit den besten Lindy Hop-Tänzern des Savoy Ballroom, unter ihnen natürlich auch Frankie Manning, der auch als inoffizieller Choreograf der Formation fungierte. Die Gruppe tanzte in mehreren Filmen, am bekanntesten ist ihr Auftritt in Hellzapoppin’ („In der Hölle ist der Teufel los“). Als viele der Tänzer während des Zweiten Weltkriegs einberufen wurden, löste sich die Gruppe auf. Nach dem Krieg gründete Frankie Manning 1947 eine eigene Formation. Als sich diese 1955 auflöste, begann Frankie Manning eine Arbeit beim United States Postal Service.

## Swing-Revival in den 1980er Jahren
In den 1980er Jahren erwuchs Interesse an den Swing-Tänzen, die man aus den Filmen der 30er Jahre kannte. Das Filmmaterial konnte aber nur einen Teil vermitteln, und so begannen ein paar Tänzer die Suche nach Tänzern aus diesen Filmen, um von ihnen direkt das Tanzen zu lernen. Erin Stevens & Steven Mitchell gelang es 1986 schließlich, Frankie Manning zu finden. In den folgenden Jahren wurden immer mehr und größere Workshops zu diesen Tänzen veranstaltet, wo oftmals Frankie Manning als Lehrer eingeladen wurde. Er brachte den Swing-Tänzern auch eine Version des Shim Sham (eigentlich einer Stepptanz-Choreografie) bei.
Zu seinem Geburtstag wurden immer größer werdende Bälle veranstaltet, oft mit mehreren tausend Gästen und über mehrere Tage. Ein solcher Ball war auch für seinen 95. Geburtstag geplant unter dem Titel „Frankie95“ (unter anderem mit einer Nachstellung der Tanzszenen aus Hellzapoppin’). Einen Monat vor der Veranstaltung verstarb Frankie Manning jedoch an Komplikationen bei einer Lungenentzündung. Das Fest wurde jedoch nicht abgesagt – „Frankie hätte es so gewollt“. Als Geburtstagsgeschenk hatten Tänzer rund um die Welt einen Shim Sham getanzt und zu einem Video zusammengeschnitten. Bei seiner Geburtstagsfeier tanzten 2000 Tänzer im Central Park von New York City den (wahrscheinlich) größten Shim Sham.

## Auszeichnungen
1989 bekam Frankie Manning zusammen mit Cholly Atkins, Henry LeTang, und Fayard Nicholas den Tony Award als bester Choreograf für das Musical Black and Blue.
2000 wurde Frankie Manning mit der „National Heritage Fellowship“ der Stiftung National Endowment for the Arts geehrt.

## Filmografie
- 1938: Radio City Revels
- 1939: Keep Punching
- 1941: Hellzapoppin’
- 1941: Hot Chocolates
- 1943: Jittering Jitterbugs
- 1948: Killer Diller
- 1992: Malcolm X – Choreography
- 1992: Stompin’ at the Savoy – Choreography
- 2000: Jazz: A Film by Ken Burns
- 2009: Frankie Manning: Never Stop Swinging